# Gerry Jungen
Gerry Jungen (Amsterdam, 6 december 1958) is een Nederlands diskjockey en radiomaker. 

## Loopbaan
In 1993 solliciteerde hij bij de VARA voor het nachtprogramma VARA's Ochtendhumeur, waarbij hij - samen met Hubert Mol en Mark van den Akker - bij de laatste drie kandidaten eindigde. Jungen werd daarop verkozen tot presentator. Hij werkte daarnaast als vaste verslaggever van "De Steen & Been Show" van Jack Spijkerman op Radio 3FM. In januari 1995 nam hij op die zender het programma van Carola Hamer over dat dagelijks tussen 14 en 15 uur te horen was. Na zijn tijd bij de VARA vertrok Jungen eind jaren 90 naar Arrow Classic Rock en presenteerde daar programma's waarin vooral rock- en bluesmuziek werden gedraaid.